# Hammer Series
La Hammer Series es una innovadora serie de carreras profesionales de ciclismo en ruta por etapas que se realiza en varios países de Europa (y próximamente su expansión a Asia), actualmente se desarrolla en diferentes meses del año en los países de Noruega, Países Bajos, Croacia y Hong Kong, presentando tres días de competición con los mejores equipos del mundo.
La competencia fue creada en el 2017 y recibió la categoría 2.1 dentro de los Circuitos Continentales UCI formando parte del UCI Europe Tour.

## Organización
La carrera es presentada por Velon y por la agencia de marketing deportivo Infront. Asimismo, Velon es una organización deportiva patrocinada por los 10 principales equipos de ciclismo del UCI WorldTour con el objetivo de hacer más emocionante el ciclismo de ruta con un mayor uso de las nuevas tecnologías a través de un calendario de carreras más completo que atraiga al mayor número de fanes posible a nivel internacional.

## Formato de competencia
La Hammer Series es un evento ciclista revolucionario con tres carreras en tres días de duración de cada una de las citas puntuables: Hammer Climb (escalada), Hammer Sprint (velocidad) y Hammer Chase (persecución).
Todas las disciplinas se llevan a cabo en un circuito corto alrededor de una ciudad bajo una competición entre equipos donde cada equipo puede inscribir hasta siete corredores, de los cuales cinco competirán en cada una de las categorías. La Hammer Climb y la Hammer Sprint son carreras de puntuación en las que los corredores tratarán de sumar puntos para sus equipos (suman puntos los primeros 10 corredores en la línea de meta). Las posiciones finales de cada equipo de los días uno y dos se combinarán para determinar su lugar de salida en el tercer día, el de la Hammer Chase, en una prueba contrarreloj en la que el primer equipo sobre la línea de meta será coronado campeón de la Hammer Series.
Hammer Climb (escalada): Se determina por darle vueltas a un circuito de menos de 15 kilómetros que combina diferentes ascensos de montaña. En cada paso por meta ganarán puntos los primeros 10 corredores. En las vueltas 3, 7 y 11 se sumará doble puntuación al primero que pase por meta. El equipo con mayor cantidad de puntos gana la serie de escalada.
Hammer Sprint (velocidad): Comprende por darle vueltas a un circuito corto en terreno llano. Tiene las mismas reglas que el ascenso, pero en esta categoría las vueltas 2, 5 y 8 son las que da doble puntuación al primero que pase por meta. El equipo con mayor cantidad de puntos gana la serie de velocidad.
Hammer Chase (persecución): Se trata de darle vueltas a un circuito corto alrededor de la ciudad. Para establecer el orden y tiempos de salida de esta Hammer Chase, el equipo mejor ranqueado de los dos días de competencia anterior será el primero en partir, uno a uno irán saliendo los ciclistas de cada equipo en busca de cazar al primero en salir. El tiempo de diferencia se dará con una diferencia calculada (dependiendo del ranking y los bonos de tiempo que hayan ganado) entre uno y el otro. El primer equipo con menor tiempo que pase con su quinto corredor sobre la línea de meta será el ganador de toda la competencia de la Hammer Series.

## Sistema de puntos
En cada carrera, los primeros 10 corredores suman puntos para su equipos y las posiciones finales de cada equipo de los días uno y dos se combinarán para determinar su lugar de salida en el tercer día, el de la Hammer Chase, asimismo, también los 10 mejores equipos recibirán segundos de bonificación. Estos contarán para el orden de salida en la prueba de persecución en la que el primer equipo sobre la línea de meta con menor tiempo es considerado el ganador de la Hammer Series.
| Posición         | 1  | 2   | 3   | 4   | 5   | 6   | 7   | 8   | 9   | 10  |
| Puntos           | 10 | 8,1 | 6,6 | 5,3 | 4,3 | 3,5 | 2,8 | 2,3 | 1,9 | 1,5 |
| Bonificación (s) | 15 | 12  | 10  | 8   | 6   | 5   | 4   | 3   | 2   | 1   |

| Posición         | 1  | 2   | 3   | 4   | 5   | 6   | 7   | 8   | 9   | 10  |
| Puntos           | 10 | 8,1 | 6,6 | 5,3 | 4,3 | 3,5 | 2,8 | 2,3 | 1,9 | 1,5 |
| Bonificación (s) | 15 | 12  | 10  | 8   | 6   | 5   | 4   | 3   | 2   | 1   |

## Palmarés

### Hammer Limburgo
| Año  | Ganador               | Segundo          | Tercero        |
| ---- | --------------------- | ---------------- | -------------- |
| 2017 | Team Sky              | Team Sunweb      | Orica-Scott    |
| 2018 | Quick-Step Floors     | Mitchelton-Scott | Lotto NL-Jumbo |
| 2019 | Deceuninck-Quick Step | Team Jumbo-Visma | Bora-hansgrohe |

### Hammer Stavanger
| Año  | Ganador          | Segundo     | Tercero          |
| ---- | ---------------- | ----------- | ---------------- |
| 2018 | Mitchelton-Scott | Team Sunweb | BMC Racing Team  |
| 2019 | Team Jumbo-Visma | Team Sunweb | Mitchelton-Scott |

### Hammer Hong Kong
| Año  | Ganador          | Segundo           | Tercero     |
| ---- | ---------------- | ----------------- | ----------- |
| 2018 | Mitchelton-Scott | Quick-Step Floors | Team Sunweb |

## Palmarés por equipos
| Equipo           | Victorias |
| ---------------- | --------- |
| Mitchelton-Scott | 2         |
| Quick Step       | 2         |
| Team Sky         | 1         |
| Team Jumbo-Visma | 1         |

## Palmarés por países
| País         | Victorias |
| ------------ | --------- |
| Australia    | 2         |
| Bélgica      | 2         |
| Reino Unido  | 1         |
| Países Bajos | 1         |